# Neerach
Neerach is een gemeente en plaats in het Zwitserse kanton Zürich, en maakt deel uit van het district Dielsdorf.
Neerach telt 2703 inwoners.